# 육군인사청
육군인사청(독일어: Heerespersonalamt; HPA)은 1920년 설치된 독일군 인사기구이다. 독일 국가방위군 및 그 후신인 독일 국방군의 장교와 장교후보에 관한 인사문제를 맡았다. 1935년 장교 임용이 늘어나고 제2차 세계 대전이 일어나면서 여러 다양한 임무를 수행했다.
다음과 같은 하위 부서가 있었다.
- P 1국: 인적자원 계획, 장교 인력 관리
- P 2국: 장교 징계 문제
- P 3국: 장군참모장교 채용. 1935년 육군장군참모부로 임무 이관
- P 4국: 별정직 장교 인력 관리. 1939년 4월 1일 P 3국으로 명칭 변경
- P 5국: 포상 및 훈장 서훈

## 역대 청장
- 소장/중장 요한 에들러 폰 브라운, 1918년 12월 7일
- 중장 빌헬름 하이에, 1922년 4월 1일
- 소장 헤르만 라이니케, 1923년 10월 1일
- 대령 요아힘 폰 슈튈프나겔, 1927년 2월 1일
- 대령 귄터 폰 하머슈타인에쿠오르트, 1929년 10월 1일
- 중장 에리히 폰 뎀 부셰이펜부르크, 1930년 11월 1일
- 대령 피크토어 폰 슈베들러, 1933년 10월 1일
- 소장 보데빈 카이텔, 1939년 2월 4일
- 소장 루돌프 슈문트, 1942년 10월 1일
- 중장 빌헬름 부르크도르프, 1944년 10월 12일

## 참고 문헌
1. ↑  Stone 2009, p. 245.

- Stone, David (2009). 《Hitler's Army, 1939-1945: The Men, Machines and Organization》. Minneapolis, MN: Zenith Press. ISBN 978-0-7603-3750-9.